# 1469
| [ Edytuj tabelę ]                          | |
| Król Polski                                | - 1447 Kazimierz IV Jagiellończyk 1492 |
| Książę Albanii                             | - 1446 Lekë Dukagjini 1481 |
| Współksiążęta Andory                       | - 1467 Roderic de Borja i Escriva 1472 - 1436 Gaston IV 1472 |
| Król Anglii                                | - 1461 Edward IV 1470 |
| Król Aragonii i Walencji, hrabia Barcelony | - 1458 Jan II Aragoński 1479 |
| Władca Azteków                             | - 1468 Axayacatl 1481 |
| Elektor Brandenburgii                      | - 1440 Fryderyk II Żelazny 1471 |
| Książę Bawarii-Landshut                    | - 1450 Ludwik IX Bogaty 1479 |
| Książę Bawarii-Monachium                   | - 1460 Zygmunt 1501 - 1465 Albert IV Mądry 1503 |
| Książę Burgundii                           | - 1467 Karol Śmiały 1477 |
| Sułtan Brunei                              | - 1433 Sulaiman 1473 |
| Cesarz Chin                                | - 1464 Chenghua 1487 |
| Król Cypru                                 | - 1464 Jakub II 1473 |
| Król Czech                                 | - 1458 Jerzy z Podiebradów 1471 - 1469 Maciej Korwin 1490 |
| Król Danii                                 | - 1448 Chrystian I 1481 |
| Dalajlama                                  | - 1391 Gendun Drup 1474 |
| Władca Egiptu                              | - 1468 Ka'itbaj 1496 |
| Cesarz Etiopii                             | - 1468 Beyde Marjam I 1478 |
| Król Francji                               | - 1461 Ludwik XI 1483 |
| Hrabia Holandii                            | - 1467 Karol Śmiały 1477 |
| Władca Inków                               | - 1438 Pachacutec 1471 |
| Cesarz Japonii                             | - 1464 Go-Tsuchimikado 1500 |
| Kalif                                      | - 1455 Al-Mustandżid 1479 |
| Król Kastylii i Leónu                      | - 1454 Henryk IV 1474 |
| Patriarcha Konstantynopola                 | - 1466 Dionizy I 1471 |
| Władca Korei                               | - 1468 Yejong 1469 - 1469 Sŏngjong 1494 |
| Wielki książę litewski                     | - 1440 Kazimierz IV Jagiellończyk 1492 |
| Cesarz Majapahitu                          | - 1466 Suraprabhawa 1474 |
| Książę Mediolanu                           | - 1466 Galeazzo Maria 1476 |
| Senior Monako                              | - 1458 Lambert Grimaldi 1494 |
| Wielki książę moskiewski                   | - 1462 Iwan III Srogi 1505 |
| Król Nawarry                               | - 1441 Jan II Aragoński 1479 |
| Król Norwegii                              | - 1450 Chrystian I 1481 |
| Sułtan Omanu                               | - 1451 Umar ibn al-Chattab 1490 |
| Elektor Palatynatu                         | - 1449 Fryderyk I 1476 |
| Papież                                     | - 1464 Paweł II 1471 |
| Król Portugalii                            | - 1438 Alfons V 1481 |
| Cesarz Rzymski (niemiecki)                 | - 1440 Fryderyk III Habsburg 1493 |
| Kapitanowie Regenci San Marino             | - 1468 Lodovico di Marino Calcigni Cecco di Giovanni da Valle 1469 - 1469 Bianco di Antonio Simone di Marino di Giovanni 1469 - 1469 Bartolo di Antonio Menetto di Menetto Bonelli 1470 |
| Elektor Saksonii                           | - 1464 Ernest Wettyn 1486 |
| Król Szkocji                               | - 1460 Jakub III 1488 |
| Król Szwecji                               | - 1467 Karol VIII Knutsson Bonde 1470 |
| Król Tajlandii                             | - 1448 Borommatrailokkanat 1488 |
| Sułtan Turków                              | - 1451 Mehmed II Zdobywca 1481 |
| Doża Wenecji                               | - 1468 Mikołaj Tron 1473 |
| Król Węgier                                | - 1458 Maciej Korwin 1490 |
| Cesarz Wietnamu                            | - 1460 Lê Thánh Tông 1497 |
| Wielki mistrz zakonu krzyżackiego          | - 1467 Heinrich Reuss von Plauen 1470 |

Rok 1469 / MCDLXIX
stulecia: XIV wiek ~
XV wiek ~
XVI wiek

lata: 1459 «
1464 «
1465 «
1466 «
1467 «
1468 «
1469
» 1470
» 1471
» 1472
» 1473
» 1474
» 1479

## Wydarzenia w Polsce
- 15 lipca – Wojna o krowę: zatarg pomiędzy mieszkańcami Świdwina i Białogardu.
- 24 października-2 grudnia – w Piotrkowie obradował sejm walny[1].
- 1 grudnia – na Sejmie w Piotrkowie wielki mistrz Henryk Reuss von Plauen złożył hołd lenny Kazimierzowi IV Jagiellończykowi.
- obradował Sejm Wielkiego Księstwa Litewskiego w Grodnie[2].

## Wydarzenia na świecie
- 3 maja – Jerzy z Podiebradów został w Ołomuńcu koronowany na króla Czech.
- 9 maja – zawarto austriacko-burgundzki Traktat z Saint-Omer przeciwko Szwajcarom.
- 26 lipca – Wojna Dwóch Róż: stoczono bitwę pod Edgecote Moor.
- 14 października – w Valladolid odbył się ślub późniejszej hiszpańskiej pary królewskiej Izabeli I i Ferdynanda II.
- 3 grudnia – Wawrzyniec Wspaniały został władcą Florencji.
- Ak Kojunlu podbiło Kara Kojunlu.

## Urodzili się
- 15 kwietnia – Guru Nanak Czand (गुरु नानक), indyjski reformator religijny, założyciel i pierwszy guru sikhizmu (zm. 1539)
- 3 maja – Niccolò Machiavelli, Włoch, autor książki Książę (zm. 1527)
- 31 maja – Manuel I Szczęśliwy król portugalski (zm. 1521)
- 20 czerwca – Gian Galeazzo Sforza książę Mediolanu z dynastii Sforzów (zm. 1494)

- data dzienna nieznana:
- Jan Fisher, angielski duchowny katolicki, biskup Rochester, kardynał, męczennik, święty katolicki (zm. 1535)

## Zmarli
- 13 lutego – Eustochia Bellini, włoska benedyktynka, błogosławiona katolicka (ur. 1444)
- 8 października – Fra Filippo Lippi, włoski malarz, karmelita (ur. 1406)